# Corrélogramme

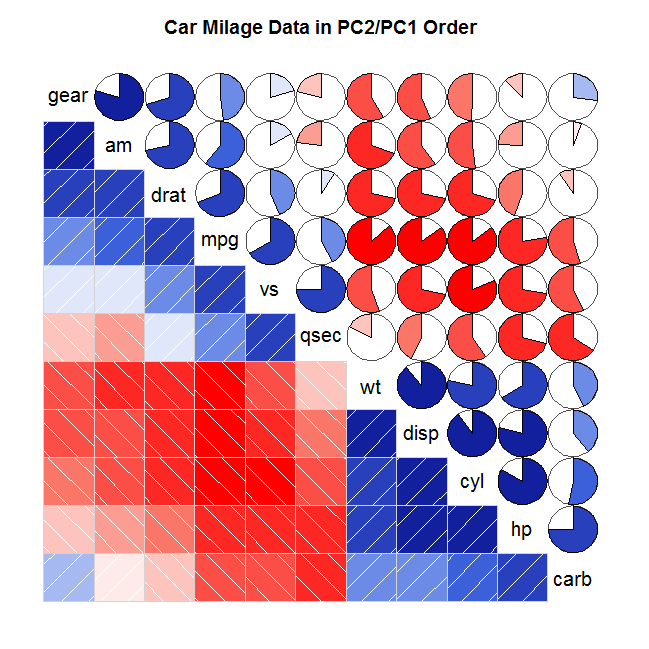
Exemple de corrélogramme réalisé avec le langage de programmation R.

En analyse des données, un corrélogramme est une représentation graphique d'une ou plusieurs corrélations entre des séries de données.
Un corrélogramme permet de visualiser des données sous différentes formes.

## Exemples

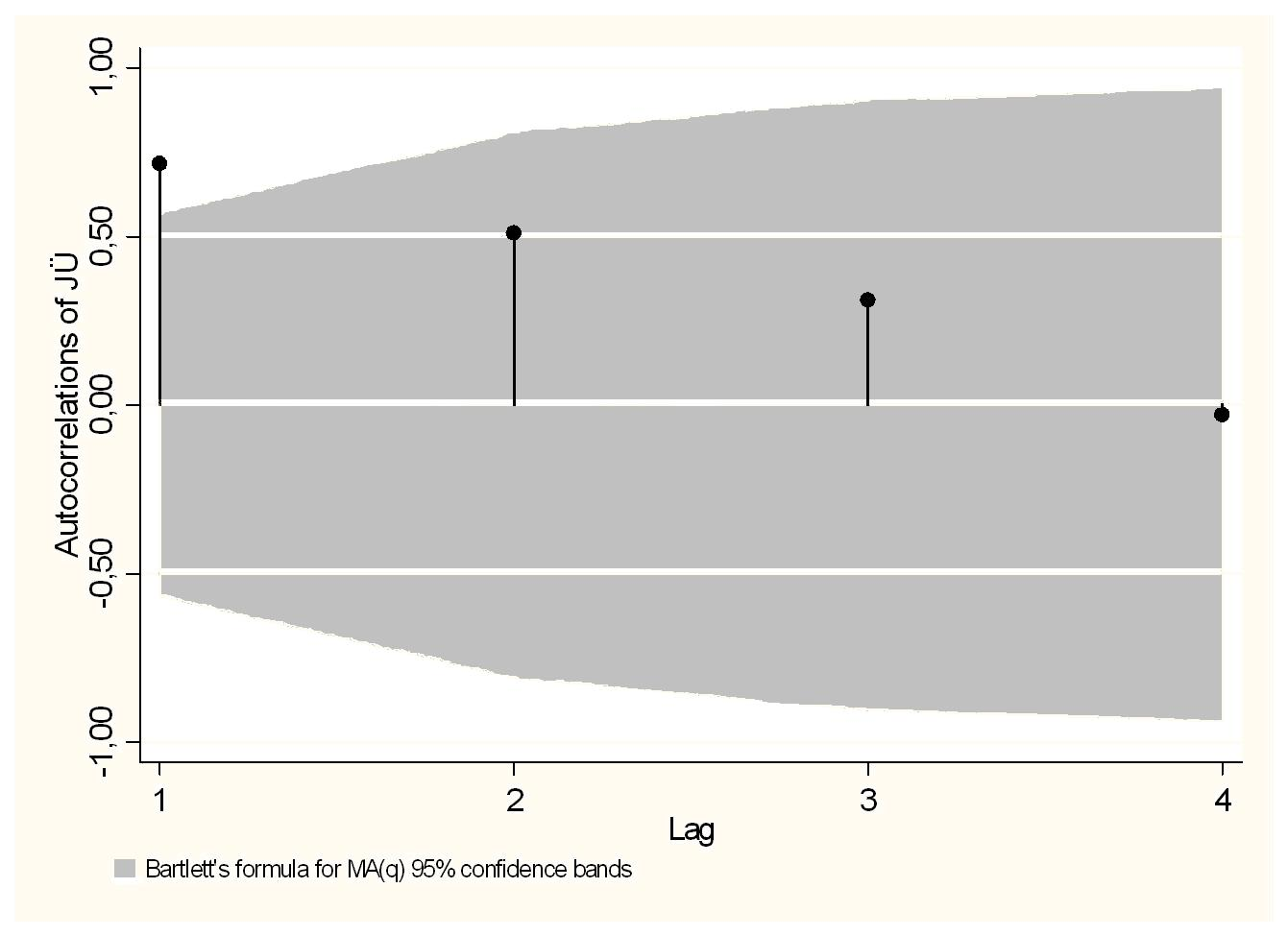
Exemple de corrélogramme
série de nombres pseudo-aléatoires